# Aeroportul Regional Hickory
Aeroportul Regional Hickory (IATA: HKY, ICAO: KHKY, FAA LID: HKY) este un aeroport din Carolina de Nord, Statele Unite ale Americii ce deservește zona Hickory⁠(d). Aeroportul a fost tranzitat în 2019 de 1.296 de pasageri. A fost numit după zona deservită.
Situat la o altitudine de 363 m, aeroportul dispune de 2 piste.

## Infrastructură

### Piste
Aeroportul dispune de 2 piste. Pista 01/19 are suprafața de asfalt și dimensiunile 4.400 picioare × 150 picioare. Pista 06/24 are suprafața de asfalt și dimensiunile 6.400 picioare × 150 picioare. 